# Patrick Breuzé
 (mai 2015).
Patrick Breuzé, né le 7 janvier 1953 à Versailles et mort le 12 juin 2022 à Samoëns (Haute-Savoie), est un journaliste et écrivain français, spécialiste du roman de montagne.

## Biographie
Enfant, Patrick Breuzé a fréquenté l’école maternelle de la rue Vergène à Versailles puis l’école communale de la rue Edme Frémy et ensuite le collège Saint-Médéric. Dans les trois cas, se rendre à l’école représentait plusieurs kilomètres de marche, matin et soir, parfois de nuit à travers bois ; cela aura une influence sur ses choix de vie future et en particulier sur ses romans.
Après un bac littéraire passé au lycée de Saint-Cyr-l'École, il fréquente la faculté de Droit de Sceaux puis l’École supérieure de journalisme de Paris et le futur Institut pratique du journalisme de Paris, deux écoles dont il sera diplômé. Encore étudiant, il commence à écrire régulièrement dans la presse régionale « Les Nouvelles de Versailles » notamment. Puis est engagé à La République du Centre à Orléans, collabore parallèlement à de nombreuses autres revues et organes de presse parisiens et étrangers, fréquente la presse médicale, crée et dirige des journaux pour médecins, pharmaciens et professions de santé.
Dans le même temps, Patrick Breuzé s’intéresse à l’enseignement du journalisme : à l’Institut Pratique de journalisme tout d’abord puis parallèlement à SciencesCom à Nantes où lui sera décerné en 2005 un Doctorat honoris causa.
Après un changement de vie qui l’a conduit à quitter Paris pour s’installer à Samoëns en 1995, village-station de Haute-Savoie, Patrick Breuzé va continuer à explorer toutes les voies de l’écriture en créant un atelier d’écriture à Samoëns, dans la droite tradition de l’Oulipo de Raymond Queneau. De 1992 à 1998, il écrit des pièces de théâtre puis ses premières nouvelles. L’une d’elles remporte le prix de la Nouvelle de Bonneville. À la suite, il publie La Vallée des Loups, un recueil de nouvelles qui ne cessera d’être réédité depuis lors. Suivra ensuite une œuvre entièrement consacrée, à ce jour, à la montagne, à ses habitants, à la psychologie de ceux que l’on appelle les taiseux, aux drames humains et aux destins souvent inattendus qui jalonnent les siècles.
Au fil de ses romans qui couvrent l’histoire des pays de Savoie de 1603 à 1950, il porte une attention permanente aux humbles, à ceux qui sont en butte aux tourments de la vie. Avec un regard attentif aux autres et profondément humaniste, il s’attache dans ses romans comme dans ses nouvelles, à dresser des portraits individuels et collectifs d’une société à la fois solidaire, dure au mal mais croyant toujours en un avenir meilleur. Son sens de la montagne, son attachement à la nature sauvage, son goût pour la prose poétique, son souci des descriptions réalistes qui lui vient d’une grande admiration pour Maupassant, ont fait de lui un écrivain au public fidèle en France mais aussi dans beaucoup de pays francophones.
Très populaires, ses romans sont fréquemment repris dans des éditions telles que France Loisirs, Le Grand Livre du mois ou le Reader's Digest.
Son éditeur actuel, Calmann-Lévy, dit de lui : « Avec Le Silence des glaces ou La Grande Avalanche, Patrick Breuzé s’est imposé comme un grand écrivain contemporain de la montagne. »
Un critique, Jean-Louis Roux, écrit : «… Il y a, dans l'écriture de Patrick Breuzé, la franchise et l'autorité des phrases : cette fermeté de plume à quoi l'on reconnaît la patte d'un écrivain. »

## Œuvres
- La Vallée des loups, 2002
- Le Silence des glaces, Paris, Presses de la Cité, 2004 (ISBN 2-258-06294-2)
- La Grande Avalanche, Paris, Presses de la Cité, 2005, rééd. 2013
- La Malpeur, Paris, Presses de la Cité, 2007 (ISBN 978-2-258-06941-1)
- La Lumière des cimes, Paris, Presses de la Cité, 2009 (ISBN 978-2-258-07753-9)
- Les Remèdes de nos campagnes, Paris, Calmann-Lévy, 2011 (ISBN 978-2-7021-4173-1)
- La Montagne effacée, Paris, Presses de la Cité, 2011 (ISBN 978-2-258-08579-4)
- La Valse des nuages, Paris, Calmann-Lévy, 2012, 284 p.  (ISBN 978-2-7021-4417-6)
- L’Étoile immobile, Paris, Calmann-Lévy, 2014, 256 p.  (ISBN 978-2-7021-5579-0)
- Mon fils va venir me chercher, Paris, Calmann-Lévy, 2016, 304 p.  (ISBN 978-2-7021-5801-2)

- Grand Prix du pays du Mont Blanc 2016
- Prix Solidarité 2017
- La Montagne pour refuge, Paris, Calmann-Lévy, 2017, 300 p.  (ISBN 978-2-7021-6058-9)
- La Jeune Fille qui déplaçait les montagnes, Paris, Presses de la Cité, 2019, 352 p.  (ISBN 978-2-2581-5277-9)
- Bout d'chien, Paris, Les passionnés de bouquins, 2020, 160 p.  (ISBN 978-2-363-5108-91)
- Versant secret, Paris, Calmann-Lévy, 2020, 320 p.  (ISBN 978-2-702-1689-29)
- Les Buveurs de ciel, Paris, Calmann-Lévy, 2021, 300 p.  (ISBN 978-2-702-18292-5)